# Bazilika svatých Petra a Mojžíše (Solin)
Korunovační kostel či bazilika svatých Petra a Mojžíše v Solinu je téměř zaniklá bazilika (chorvatsky Krunidbena crkva sv. Petra i Mojsija, běžně označovaná jako Pustý kostel, chorv. Šuplja crkva) z 11. století v dalmatském městě Solinu v Chorvatsku. Její zbytky jsou dosud patrné.

## Historie a význam

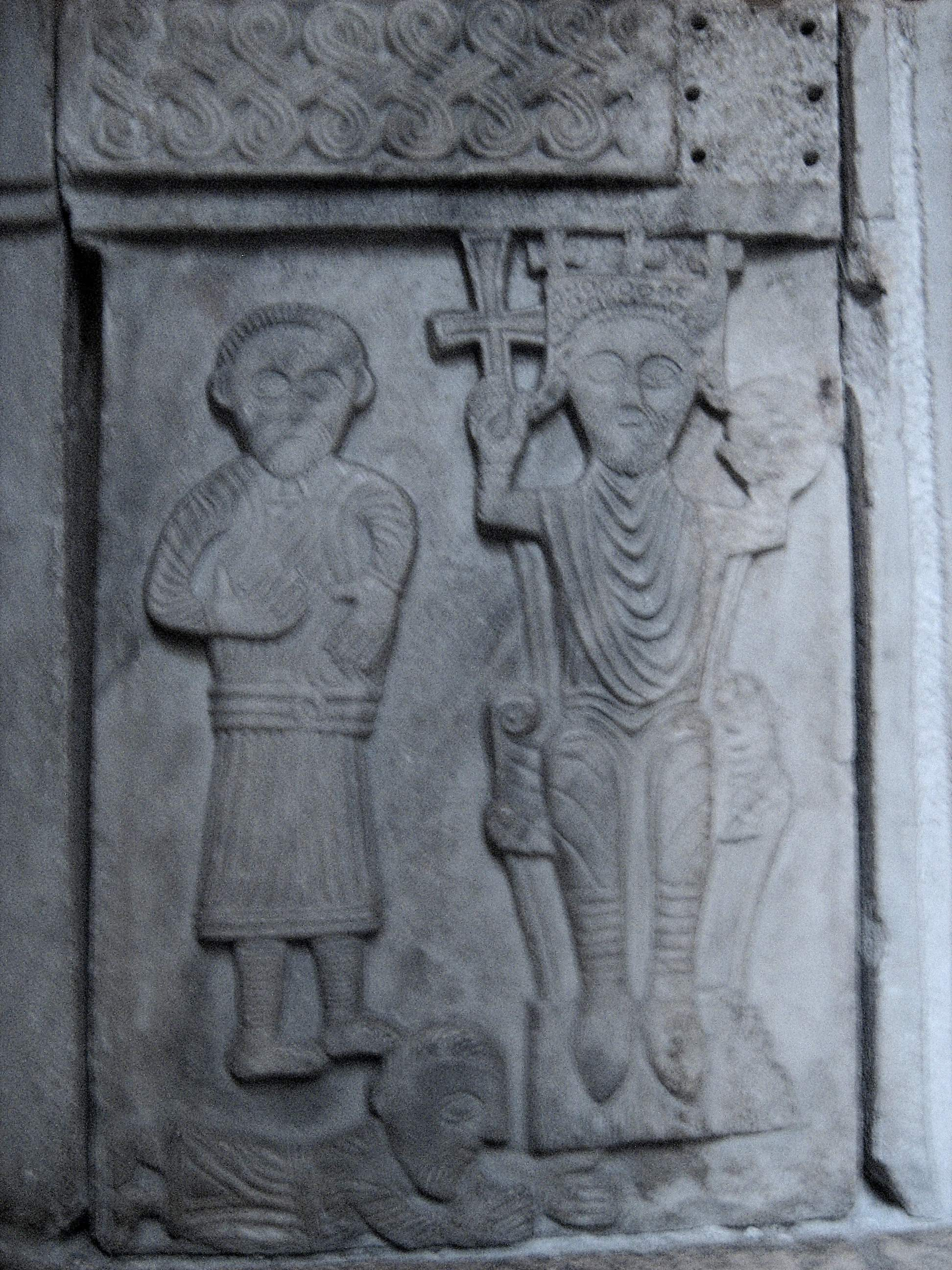
Pluteus s vyobrazením krále Zvonimíra na trůnu ze solinské baziliky. V současnosti se nachází v katedrále sv. Domnia ve Splitu.

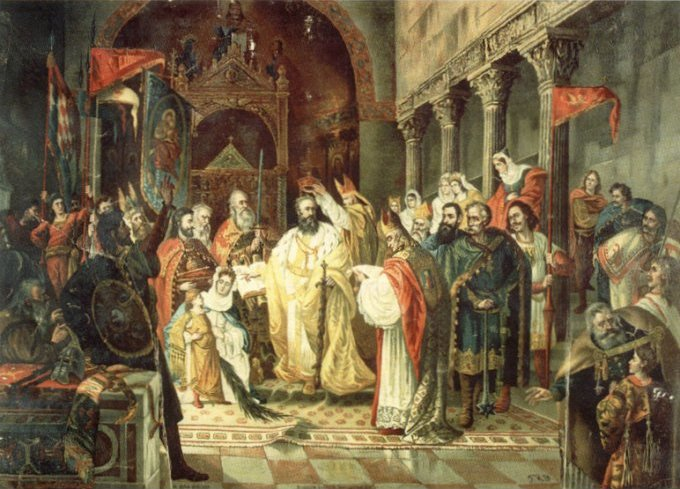
Idealizované vyobrazení korunovace krále Zvonimíra

Z tohoto původně předrománského a románského římskokatolického kostela, založeného v 11. století, se dodnes zachovaly pouze základy obvodových zdí. Stál na základech staršího kostela se hřbitovem poblíž byzantské kaple ze 6. století nedaleko zbytků antického města Salona.
Kostel je významný pro chorvatské dějiny a vedle kostelů sv. Štěpána a Panny Marie na Ostrově v Solinu je jedním z pozůstatků kostelů postavených Chorvaty v 11. století. Bazilika byla součástí benediktinského kláštera spojeného s panovnickým domem. Tehdejší opat Urso byl přítelem krále Zvonimíra, jenž si tento kostel zvolil pro svou korunovaci. Ta se konala na svátek sv. Dimitrije v neděli 8. října roku 1075 nebo 1076. Papežův vyslanec Gebizon († po roce 1097), který se ceremoniálu účastnil, podával novému králi korunu, meč, žezlo a prapor jako symboly moci. Stejným způsobem byli korunováni císaři Svaté říše římské a další králové a Zvonimír byl prvním a zároveň posledním chorvatským králem, který byl takto korunován.
V zadarském archivu na Camuciově mapě z roku 1571 má kostel ještě zvonici a je neporušený. Během benátsko-tureckých válek byly zničeny části kostela, včetně střech, proto se již od 17. století nazýval pustým kostelem.

## Popis
Bazilika dlouhá 26 a široká 13 metrů měla tři apsidy, které byly oddělené sloupy. Narthex byl umístěn u západního vstupu, zatímco jižní strana měla štíhlou věž, z níž se dochovalo několik schodů. Narthex dle některých pramenů dokonce obsahoval sarkofág chorvatského krále.